# Operational Flight Information Service
Operational Flight Information Service (OFIS) ist ein automatischer Flugfunkdienst in der Luftfahrt, der an bestimmten Punkten einer Flugstrecke zum Erhalt diverser Fluginformationen wie meteorologischer Daten, genutzt werden kann. Eine Art des OFIS-Dienstes ist Automatic Terminal Information Service (ATIS).